# 25セント硬貨 (アメリカ合衆国)
25セント硬貨（25セントこうか）は、アメリカ合衆国内で流通する通貨（硬貨）。1アメリカ合衆国ドルの4分の1の価値を持ち、クォーター（英語: Quarter）と呼ばれる。1796年から製造されており、アメリカ合衆国の硬貨の中でも1ドル硬貨・50セント硬貨に次ぐ、額面の大きな通貨単位であるが、1ドル硬貨と50セント硬貨の流通機会は少ないため、この25セント硬貨はアメリカ合衆国で普通に流通している最高額面の硬貨であり、かつアメリカ合衆国の日常的な少額取引で最もよく用いられる硬貨である。
この硬貨は、スペイン・レアル硬貨の「トゥー・ビッツ (two bits) 」（「2枚の硬貨」の意味）と呼ばれることがあるが、これは1レアル硬貨が初期のアメリカにおいて使用されていたスペイン・ドルの8分の1の価値があり、2枚の硬貨でそのドルの4分の1の価値と等しかったことによるものである。

## デザインのリスト

### クォーター銀貨
- ドレイプト・バスト 1796年〜1807年
  - ドレイプト・バスト、小さなワシの絵（裏面） 1796年
  - ドレイプト・バスト、ヘラルディック・イーグル（裏面） 1804年〜1807年

- キャップト・バスト 1815年〜1838年
  - キャップト・バスト（大きいサイズ）、合衆国のモットー刻印あり 1815年〜1828年
  - キャップト・バスト（小さいサイズ）、モットー刻印なし 1831年〜1838年

- シーテッド・リバティ 1838年〜1891年
  - シーテッド・リバティ（自由の女神座像、タイプ1） 1838年〜1865年
  - シーテッド・リバティ（タイプ2） 1866年〜1891年

- バーバー 1892年〜1916年

- スタンディング・リバティ 1916年〜1930年
  - スタンディング・リバティ（タイプ1） 1916年〜1917年
  - スタンディング・リバティ（タイプ2） 1917年〜1930年

- ワシントン  1932年〜1964年、1992年〜1998年（プルーフ硬貨のみ）
  - ワシントン 1932年〜1964年（プルーフ硬貨のみ、1992年〜現在）
  - ワシントン、200周年記念版 1975年〜1976年（製造年表示は「1776-1976」となっている。また、銀40パーセントの合金で造られたものがあるが、これは一般への流通用に製造されたものではない。）
  - ワシントン、50州記念硬貨（プルーフ硬貨のみ）1999年〜2008年
  - ワシントン、ワシントンD.C.および海外領土記念硬貨（プルーフ硬貨のみ）2009年

### クォーター白銅貨（銅・ニッケル合金）
- ワシントン 1965年〜1974年、1977年〜1998年
- ワシントン、200周年記念版 1975年〜1976年（製造年表示は「1776-1976」）
- ワシントン、50州記念硬貨 1999年〜2008年
- ワシントン、ワシントンD.C.および海外領土記念硬貨 2009年
- ワシントン、国立公園記念硬貨 2010年〜2021年

## 現行デザイン
クラッドメタルという張り合わせ合金で製造されている現行硬貨には、白銅（8.33パーセントのニッケルと銅）が使われ、5.67グラム（0.182トロイオンス）の質量、24.26ミリメートル（0.955インチ）の直径、厚さ1.75ミリメートル（0.069インチ）で造られ、縁にギザギザの溝を持つ。この銅・ニッケル合金で造るクォーター硬貨は1965年に導入され、金属をサンドウィッチ状に挟んで張り合わせるクラッドメタル製法と、当時の大統領であったリンドン・ジョンソンにちなみ「ジョンソン・サンドウィッチ」と呼ばれることもあった。1枚の硬貨の製造費用は4.29セントかかる。
なお、1965年以前のクォーター硬貨は、90パーセントの銀と10パーセントの銅の合金により製造され、また、1828年までに製造されていた初期の硬貨は、これらよりもやや大きく薄い硬貨であった。
通常流通用に発行されている現行の25セント硬貨は、表側に合衆国初代大統領のジョージ・ワシントンが描かれた「ワシントン・クォーター」であり、裏側にはハクトウワシの絵が描かれている。このワシントン・クォーターは彫刻家のジョン・フラナガンがデザインした。当初この硬貨は、記念硬貨として発行されていたものだったが、後の1934年に正式に発行される硬貨となった。
1999年、アメリカ合衆国50州記念25セント硬貨プログラムが開始され、一般に出回るクォーター硬貨の裏側にアメリカ合衆国各州のデザインが描かれたほか、表側のワシントンの絵柄にも少々修正が加えられた。このため、裏側にワシの絵が描かれた以前の硬貨が、プログラムの実施期間中は製造が一時中断された。近年、合衆国議会はこのクォーター硬貨の他、リンカーン・セント（1セント硬貨）やジェファーソン・ニッケル（5セント硬貨）、サカガウィア・ダラー（1ドル硬貨）のデザイン変更案をアメリカ合衆国財務省に提出している。
2007年1月23日、アメリカ合衆国下院は、本来の50州記念硬貨プログラムの実施期間を1年延長し、2009年まで行う法案を通過した。これは50州の硬貨に加え、ワシントンD.C.および海外領土である準州・自治領および自由連合州のアメリカ領ヴァージン諸島、プエルトリコ、グアム、アメリカ領サモア、北マリアナ諸島のデザインを裏面に描いたクォーター硬貨を作るという内容であった。この法案は2007年12月に上院承認を経てジョージ・W・ブッシュ大統領が署名した。50州記念硬貨に使用されている文字のフォントは、描かれている州ごとに異なるが、そのほとんどは「Albertus MT」フォントから派生したものが使われている。

2006年6月7日には「アメリカ・ザ・ビューティフル25セント硬貨法」が下院に提出され、2008年12月にジョージ・W・ブッシュ大統領が署名し法案成立。この各州の国立公園がデザインされたアメリカ・ザ・ビューティフル25セント硬貨プログラム (America the Beautiful Quarters® Program) は2010年から開始され、12年間継続される。
2022年10月24日から、アメリカ合衆国憲法修正第19条（男女同権）100周年を記念したアメリカ人女性25セント硬貨シリーズ（2022〜2025年）の初年度として、映画俳優のアンナ・メイ・ウォンも選ばれ、その肖像を25セント硬貨の裏に使ったものの流通が始まる。アメリカ合衆国の貨幣に、アジア系アメリカ人の肖像が使われるのはこれが初めてである。このコインの表はこれまで通りジョージ・ワシントンで、フィラデルフィアおよびデンバーのアメリカ合衆国造幣局で製造される。

## 銀貨
現在は希少となっている、ワシントン・クォーター銀貨は以下の通り。
数字は硬貨に刻まれた製造年。製造所を表すミントマークは「D」がデンバー、「S」がサンフランシスコで、マークが無いものはすべてフィラデルフィアの造幣局で製造されたものである。また、下記の種類はプルーフ硬貨ではない。
- 1932 D
- 1932 S
- 1934 - 表側が二重に打ち出されたもの（Double Die Obverse、略称DDOと呼ばれる）
- 1935 D
- 1936 D
- 1937 (DDO)
- 1937 S
- 1938 S
- 1939 S
- 1940 D
- 1942 D (DDO)
- 1942 D - 裏側が二重に打ち出されたもの（Double Die Reverse、略称DDRと呼ばれる）
- 1943 - 表または裏側のどちらか（或いは両方）が二重に打ち出されたもの
- 1943 S (DDO)
- 1950 D/S （「S」のマークの上に「1950 D」と刻まれたもの）
- 1950 S/D （「D」のマークの上に「1950 S」と刻まれたもの）
- 1955 D

製造所だけでなく、良好な状態で見つけることが困難なことから、デンバー造幣局で製造された1935年・1936年・1940年の硬貨は他の硬貨に比べて市場で高値が付いている。1932年にデンバーとサンフランシスコで製造されたもののように、リストに挙がっている他の硬貨はその低い製造量のために高い価値が付けられている。二重にマーク打ちつけられた硬貨も、特に状態の良いものは希少かつ高価であるが、こうしたエラーが見られるワシントン・クォーター以前の硬貨ほど高い支持を得ていない。
1934年にフィラデルフィアで打ち抜かれた25セント硬貨には2つの種類がある。この内の1つは1932年に製造された硬貨と同じ「In God We Trust」の標語が薄く刻まれているもので、もう1つは標語が濃く刻まれたものである。特段状態の良いものであれば別だが、これら2つの硬貨の価値は違いがあまり無い。
ワシントン・クォーターに銀が使用されていた期間は1932年から1964年で、期間中はその年のワシントン・クォーターを製造しない造幣局もあった。1933年にクォーター硬貨が製造された例は無く、サンフランシスコの造幣局も1934年と1949年には硬貨の製造を控え、その後も1968年にプルーフ硬貨を造るまで、1955年から25セント硬貨の製造を中止した。デンバーの造幣局でも1938年に製造がおこなわれなかった一方で、フィラデルフィアの造幣局では1933年を除いてその製造が中止されたことは無い。1936年〜1942年、1950年〜1967年のプルーフ硬貨はフィラデルフィアの造幣局で製造されたが、1968年よりサンフランシスコの造幣局へと移された。因みに、ミントマークは裏側にあるワシがとまっている花冠の下側に位置している。

## 銅・ニッケル合金の硬貨
銅とニッケルの合金で造られたワシントン・クォーターの製造は1965年に開始された。この使用する金属が変更されるにあたり、デンバーとサンフランシスコの造幣局では、1965年〜1967年に製造した硬貨にミントマークが刻まれていない。銀からこの合金へ変更されたのは、本質的な銀の価値が銀を含む硬貨の額面価値を超えてしまい、利益のために硬貨を溶かして銀を利用されたため、連邦政府が硬貨にかかるコストを抑えたことが理由である。合金を使用するようになった最初の3年間は、サンフランシスコの造幣局で「スペシャル・ミント・セット」として、プルーフ硬貨の代わりに見本セット（スペシメン・セット）が販売された。この中の一部の種類（Deep Cameo）などはその希少性から、高額の値段が付けられている。
現時点でこの銅とニッケルの合金で製造された硬貨も銀貨と同じく高値がつけられたものがあり、その中でも一部の硬貨や特定の年に製造されたものが特に際立つ。1965年〜1971年および1981年（タイプ2）の製造で、「Deep Cameo」と呼ばれる種類のプルーフ硬貨は高く評価されている。これはその数が少ないことの他、1981年〜1986年製造の硬貨など1980年代の硬貨は、流通量が多いため状態の良いクォーター硬貨も少ないこと、更に1982年と1983年度は硬貨セットが製造されておらず未使用（mint state）の状態の硬貨があまり見つからないことや、1981年から1994年に製造された硬貨でMS67（完全未使用クラス）のグレードがつけられているものは、およそ1,000ドル以上の高値が付けられていることが挙げられる。
製造された場所を表すミントマークは、表側の右下「IN GOD WE TRUST」の標語の下に刻印されている。1965年から1967年まで、白銅の硬貨にはこのミントマークがつけられていなかった。1968年から1979年に製造されたクォーター硬貨には、デンバーなら「D」、サンフランシスコなら「S」、そしてフィラデルフィアで造られた場合であればマークが描かれていない。1980年より現在まで製造されている25セント硬貨は、「D」がデンバー、プルーフ硬貨のみ「S」がサンフランシスコ、そして「P」がフィラデルフィアの造幣局で製造されたことを意味する。このフィラデルフィア造幣局は、1980年の1セント硬貨以外は全ての硬貨にその「P」のミントマークを刻むことが許されている。